# M/S Sedna
För andra betydelser, se Sedna (olika betydelser).
M/S Sedna är en svensk bilfärja, som trafikerar Vinöleden i Hjälmaren, Närke tillsammans med M/S Vinösund. Fartyget ägs av staten genom Trafikverket Färjerederiet.
M/S Sedna har en lastförmåga på 60 ton och har bärighet BK 1.